# Pannaikadu
Pannaikadu é uma panchayat (vila) no distrito de Dindigul, no estado indiano de Tamil Nadu.

## Demografia
Segundo o censo de 2001,  Pannaikadu  tinha uma população de 9396 habitantes. Os indivíduos do sexo masculino constituem 51% da população e os do sexo feminino 49%. Pannaikadu tem uma taxa de literacia de 74%, superior à média nacional de 59.5%: a literacia no sexo masculino é de 80% e no sexo feminino é de 67%. Em Pannaikadu, 9% da população está abaixo dos 6 anos de idade.